# Condado de Monterey
O condado de Monterey (em inglês:  Monterey County) é um dos 58 condados do estado americano da Califórnia. Foi fundado em 1850. A sede e cidade mais populosa do condado é Salinas.

## Geografia
De acordo com o United States Census Bureau, o condado possui uma área de 9 767 km², dos quais 8 497 km² estão cobertos por terra e 1 271 km² por água.

## Demografia
Segundo o censo nacional de 2010, o condado possui uma população de 415 057 habitantes e uma densidade populacional de 48,8 hab/km². Possui 139 048 residências, que resulta em uma densidade de 16 residências/km².
Das 12 localidades incorporadas no condado, Salinas é a cidade mais populosa, com 150 441 habitantes, o que representa 36% da população total, enquanto que Greenfield é a cidade mais densamente povoada, com 2 946 hab/km². Sand City é a cidade menos populosa do condado, com 334 habitantes. Apenas uma cidade possui população superior a 100 mil habitantes.